# Arta (region)
Arta är en av Djiboutis fem regioner. Den har en yta på 1 800 km2 och 40 200 invånare (2010). Huvudorten är Arta.